# Khoa học 2020
Một số sự kiện khoa học đã xảy ra trong năm 2020. 

## Sự kiện

### Tháng 1
- 4 tháng 1: 

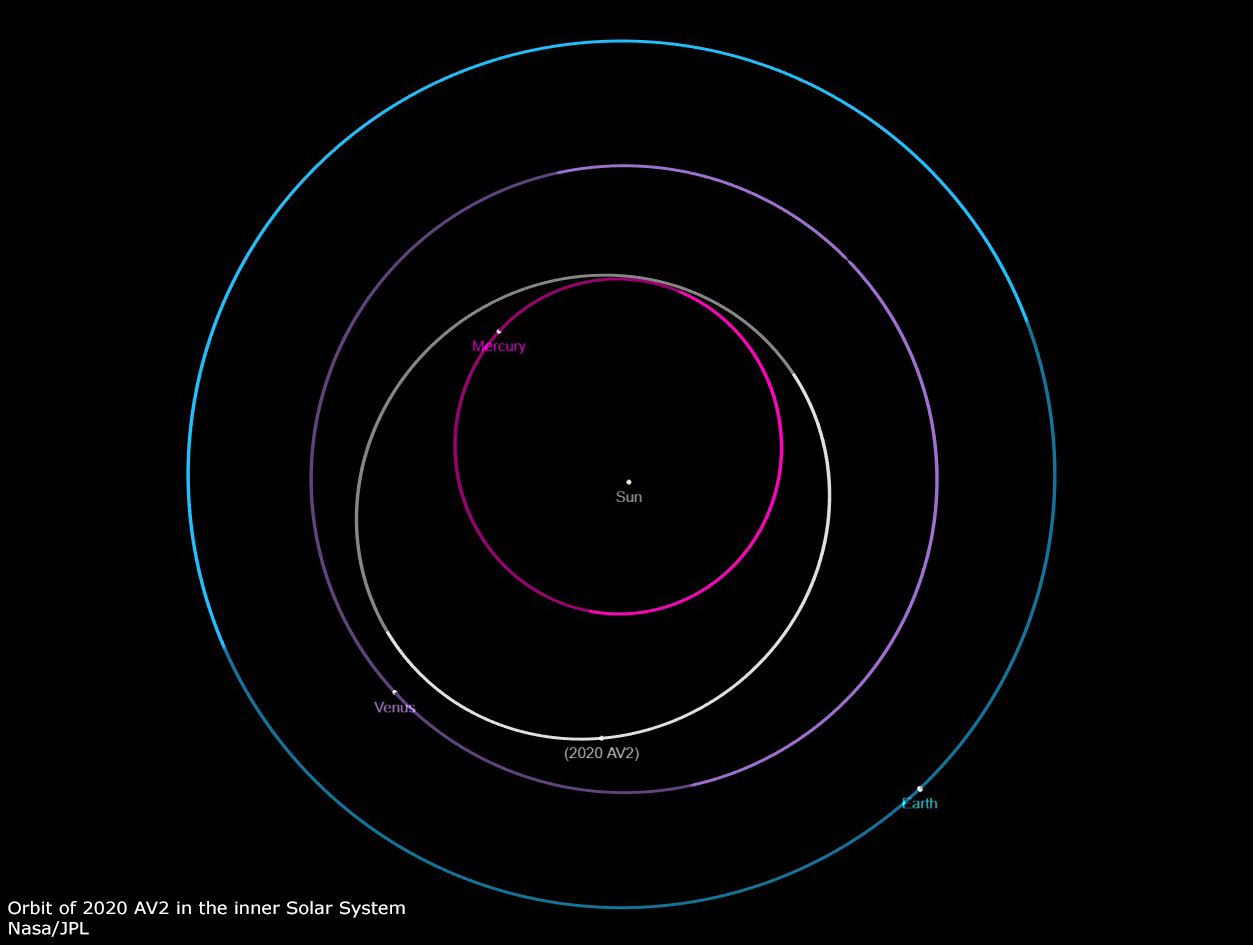
4/1: Quỹ đạo 2020 AV_{2}, nhìn từ mặt phẳng hoàng đạo

  - Vật thể gần Trái Đất 2020 AV2 là tiểu hành tinh đầu tiên được phát hiện có quỹ đạo bên trong quỹ đạo Sao Kim
- 31 tháng 1: báo cáo về đại dịch COVID-19 do SARS-CoV-2 gây ra được ghi nhận.

### Tháng 5
- Phát hiện lỗ đen gần nhất trong hệ sao ba QV Telescopii.[1]

### Tháng 9
- Vsmart Aris Pro[2] và ZTE Axon 20 5G[3] là những Điện thoại thông minh đầu tiên có Camera ẩn dưới màn hình được thương mại hóa.

### Tháng 12
- VinGroup công bố ra mắt quỹ giải thưởng VinFuture cho tác giả của các nghiên cứu đột phá, các sáng chế công nghệ đã được chứng minh có khả năng làm cho cuộc sống của con người trở nên tốt đẹp hơn và cải thiện môi trường sống bền vững cho những thế hệ tương lai. Hội đồng giải thưởng bao gồm Padmanabhan Anandan - Giám đốc điều hành của Viện trí tuệ nhân tạo Wadhwani; Jennifer Tour Chayes - Giám đốc Trung tâm Nghiên cứu Microsoft, Phó hiệu trưởng Trường Máy tính, Khoa học Dữ liệu và Xã hội, Đại học California, Berkeley